# Pachycraerus bicoloratus
Pachycraerus bicoloratus är en skalbaggsart som beskrevs av Thérond 1963. Pachycraerus bicoloratus ingår i släktet Pachycraerus och familjen stumpbaggar. Inga underarter finns listade i Catalogue of Life.